# ماگدا گابور
ماگدا گابور (انگلیسی: Magda Gabor؛ ۱۱ ژوئن ۱۹۱۵ – ۶ ژوئن ۱۹۹۷) یک هنرپیشه اهل ایالات متحده آمریکا و مجارستانی‌الاصل بود.
او خواهر بزرگ ژاژا گابور و اوا گابور بود.
از فیلم‌های وی می‌توان به دختران امروزی اشاره کرد.